# Мічіко Ішімуре
Мічіко Ішімуре (яп. 石牟礼 道子, Ishimure Michiko; * 11 березня 1927 року в Каваурі, округ Амакуса, префектура Кумамото як Мічіко Сірайсі — 10 лютого 2018 в Мінаматі) — японська авторка.

## Життя
Ішімуре народилася на островах Амакуса, біля західного узбережжя Кюсю. Коли їй було три місяці, її сім'я переїхала в Мінамату. Ішімуре виросла там як старша дитина в родині разом із трьома братами. Після закінчення школи у 1943 році у віці 16 років через брак робочої сили, викликаний війною вона влаштувалася змінною учителькою у початковій школі міста. У 1947 році вона вийшла заміж за військовослужбовця, який повернувся з війни, і закінчила роботу вчительки. Згодом її чоловік став учителем у середній школі Мінамата. У наступні роки Ішімуре присвятила себе головним чином домашньому господарству. У жовтні 1948 року у них народився син, що був єдиною дитиною.
Мічіко Ішімуре померла 10 лютого 2018 року у віці 90 років.

### Письменницька діяльність
Коли в середині 1950-х років у Мінаматі спалахнула низка загадкових захворювань людей і тварин, Ішімуре намагався привернути увагу до страждань людей. Хвороба, яка пізніше стала відома як хвороба Мінамата, включає ураження центральної нервової системи через поглинання сполук ртуті з їжі та питної води. Її перші есе з'явилися в невеликому літературному журналі Кумамото Фудокі, виданому в префектурі Кумамото, згодом співредактором якого стала Ішімуре. У 1968 році її нариси були опубліковані як книга під назвою «Кукай Дзодо — Вага Мінамата-бю» (苦海浄土 わが水俣病) і привернули першу загальнонаціональну увагу, що також активізувало Громадську раду Мінамата. Як наслідок, Ішімуре довелося зіткнутися з опором місцевої та національної влади, а також хімічної промисловості та профспілки. Оскільки хімічна компанія Chisso була найбільшим роботодавцем у місті, Ішімуре також стикалася з тиском інших жителів Мінамати й навіть своїх рідних.
У 1968 році Бунгей Шунджу (文藝文藝春秋) номінував Мічіко на премію Оя Соічі Нонфікушон Шо (大宅壮一ノンフィクション賞) за видатну журналістику. Однак Ішімуре відмовилася від нагороди на тій підставі, що вона була занадто зайнята своєю письменницькою роботою. У 1972 році під назвою Minamata-byō tōsō — waga shimin (水俣病闘争 わが死民) вийшла нова збірка есе, написаних Ішімуре та іншими письменниками. У березні 1973 року вийшла її друга книга «Румін но Міяко». Всього через місяць Румін но Міяко вийшов третім виданням. При цьому Ішімуре писала на діалекті Кумамото.
Громадський тиск зрештою призвів до розслідування з боку державних органів. Хімічний гігант Chisso визнав, що скидання йодистої метилртуті в морську воду призвело до різкого накопичення сполук ртуті в морських водоростях і, таким чином, у рибі, яка була основним продукт ом харчування для жителів прибережного міста.
Поряд з американським фотографом В. Юджином Смітом і японським режисером-документалістом Норіакі Цучімото, чию творчість вона дуже поважала і якого вважала одним зі своїх найкращих друзів, Ішімуре зіграла ключову роль у публікації та у створенні суспільної інформації про хворобу Мінамата.
У 1973 році за невтомні зусилля Ішімуре отримала премію Рамона Магсайсая в номінації «Журналістика, література та мистецтво творчої комунікації».
У своїй літературній творчості вона продовжувала агітацію за рибалок і простих сільських людей, проти руйнування екосистеми та дегуманізації суспільства шляхом прогресивної індустріалізації. У 1993 році вона отримала літературну премію Мурасакі-Шікібу за Ідзайоі Хаші. У 2001 році вона отримала премію Асахі за творчу роботу, що зображує кризу екосистеми через забруднення.
Багато її творів перекладено англійською мовою. Kukai Jōdo — Waga Minamata-byō був випущений у 1995 році під назвою «Рай у морі мук» німецькою мовою. Дві роботи Ішімуре: Тен но оу (天の魚) — Небесна Риба від 1974 року і Цубакі но умі но кі (椿の海の記) — Розповідь про море камелій від 1976 року продовжують формувати тематику хвороби Мінамата.

## Переклади
На даний час невідомо про її переклади на українську мову.

## Літератури
- Livia Monnet: Paradies im Meer des Leidens: die Minamata-Krankheit im Werk der Schriftstellerin Ishimure Michiko (1988, Institut für Japanologie der Universität Wien)
- S. Noma (Hrsg.): Ishimure Michiko. In: Japan. An Illustrated Encyclopedia. Kodansha, 1993. ISBN 4-06-205938-X, S. 632.
- Heinz-Dieter Assmann, Karl-Josef Kuschel, Karin Moser von Filseck (Hrsg.): Grenzen des Lebens — Grenzen der Verständigung (2009)

## Веб-посилання
- Бібліографія. Мічіко Ішімуре // Німецька національна бібліотека в
- Michiko Ishumure Of Japan. на сайті ЮНЕСКО
- Біографія в довіднику лауреатів премії Рамона Магсайсая)